# Abstencionismo
O abstencionismo é um termo que denomina a concorrência à eleição para uma assembleia deliberativa enquanto se recusa a ocupar quaisquer assentos ganhos ou de outra forma participar dos negócios da assembleia. O abstencionismo difere de um boicote eleitoral em que os abstencionistas participam da própria eleição. O abstencionismo tem sido usado por movimentos políticos republicanos irlandeses no Reino Unido e na Irlanda desde o início do século XIX. Também foi usado por nacionalistas húngaros e tchecos no Conselho Imperial Austríaco [en] na década de 1860.